# City of Westminster
City of Westminster

Vist i Greater London
| Status                | Bydel i London |
| Areal:                | 21,48 km²      |
| Befolkning:           | 190 631 (2002) |
| Befolkningstæthed:    | 8875 pr. km²   |
| ONS-kode:             | 00BK           |
| Adm. center:          | Victoria       |
| Adm. grevskab:        | Greater London |
| Ceremonielt grevskab: | Greater London |
|                       |                |
| Region:               | Greater London |
|                       |                |

City of Westminster er en bydel i London med bystatus. Den ligger vest for City of London og nord for Themsen og er en del af Indre London og Storlondons centrale område.
Byen indeholder det meste af Londons West End og er sædet for Det Forenede Kongeriges regering med Palace of Westminster, Buckingham Palace, Whitehall og Royal Courts of Justice.
I 1965 blev London-bydelen skabt af Metropolitan Borough of St. Marylebone, Metropolitan Borough of Paddington og den mindre City of Westminster-bydel. Den dækker et langt større område end den oprindelige bosættelse Westminster.
Ved Regent's Park ligger London Central Mosque. Moskeen ligger som nabo til et islamisk kulturcenter, der blev etableret her i 1944.

## Domkirker
Westminster Abbey var en anglikansk domkirke i 1540–1550. Kirken er stadig én af de vigtigste kirker i Den engelske kirke.
Den romerskkatolske Westminster Cathedral er hovedkirke for Romerskkatolske kirke i England.  